# Sauber C19
Sauber C19 — гоночний автомобіль команди Формули-1 Sauber Petronas, що виступав в сезоні 2000 року. Пілотами команди у цьому сезоні були Міка Сало та Педро Дініц. 
На шасі був встановлений трилітровий мотор Ferrari 048 V10, під позначенням Petronas SPE 04А.
Шасі було досить непоганим, проте все ж не дозволяло показувати результати вище досить щільної середньої групи команд. Сало набрав шість залікових балів за сезон і після його закінчення перейшов до команди Toyota. Педро Дініц не набрав жодного залікового балу за сезон та у кінці чемпіонату залишив команду. Команда використовуючи болід Sauber C19 зайняла восьме місце у сезоні 2000 року (аналогічне місце вона посіла у сезоні 1999 року, проте у 2000 набрала більше залікових балів). 
На Гран-прі Бразилії 2000 команда не вийшла на старт гонки через руйнування задніх антикрил при навантаженнях, які виникають на нерівностях траси. 

## Результати виступів у Формулі-1
| Рік  | Шасі       | Двигун                                     | Шини | №  | Пілоти | Австралія | Бразилія | Сан-Марино | Велика Британія | Іспанія | Європейський Союз | Монако | Канада | Франція | Австрія | Німеччина | Угорщина | Бельгія | Італія | США  | Японія | Малайзія | Очки | КК |
| ---- | ---------- | ------------------------------------------ | ---- | -- | ------ | --------- | -------- | ---------- | --------------- | ------- | ----------------- | ------ | ------ | ------- | ------- | --------- | -------- | ------- | ------ | ---- | ------ | -------- | ---- | -- |
| 2000 | Sauber C19 | Petronas SPE 04A (Ferrari 048), 3.0 л, V10 | B    |    |        | АВС       | БРА      | САН        | ВЕЛ             | ІСП     | ЄВР               | МОН    | КАН    | ФРА     | АВТ     | НІМ       | УГО      | БЕЛ     | ІТА    | США  | ЯПО    | МАЛ      | 6    | 8  |
| 2000 | Sauber C19 | Petronas SPE 04A (Ferrari 048), 3.0 л, V10 | B    | 16 | Дініц  | Схід      | НК       | 8          | 11              | Схід    | 7                 | Схід   | 10     | 11      | 9       | Схід      | Схід     | 11      | 8      | 8    | 11     | Схід     | 6    | 8  |
| 2000 | Sauber C19 | Petronas SPE 04A (Ferrari 048), 3.0 л, V10 | B    | 17 | Сало   | ДСК       | НК       | 6          | 8               | 7       | Схід              | 5      | Схід   | 10      | 6       | 5         | 10       | 9       | 7      | Схід | 10     | 8        | 6    | 8  |